# Quérilo
Quérilo (en griego, Χοιρίλος; fl. ca. 523 - 468 a. C.) fue un autor dramático ateniense de los siglos VI y V a. C. 
Es el segundo tragediógrafo documentado, sucesor de Tespis. Compuso unas ciento sesenta obras y obtuvo trece victorias, pero solo se conoce el título de una de ellas: Álope, que trataba el mito de Teseo. Quérilo participó por primera vez en las Dionisias del 523 al 520 a. C., y quedó segundo o tercero en el concurso celebrado entre los años 499 y 496 a. C. Llevó a cabo algunas modificaciones en el uso de las máscaras y los disfraces.
Se conocen pocos datos sobre él e incluso se duda de si alguna de las obras que se le atribuyen son suyas o del poeta épico Quérilo de Samos, como una tragedia en la que se aludía al río Erídano. Aparte, se cree que escribió al menos una obra de contenido mitológico en la que plasmó diversas imágenes llamativas: las piedras como los huesos de la tierra, y los ríos como las venas de la tierra. 